# NGC 1305
NGC 1305 је елиптична галаксија у сазвежђу Еридан која се налази на NGC листи објеката дубоког неба.
Деклинација објекта је - 2° 18' 59" а ректасцензија 3h 21m 22,9s. Привидна величина (магнитуда) објекта NGC 1305 износи 12,4 а фотографска магнитуда 13,4. NGC 1305 је још познат и под ознакама UGC 2697, MCG 0-9-69, CGCG 390-72, PGC 12582.